# Rudolf Kukač
Rudolf Kukač (19. listopadu 1889, Jistebnice – 1. července 1957, Praha) byl profesorem statiky pozemních staveb na Českém vysokém učení technickém v Praze. V akademickém roce 1932–1933 byl jeho rektorem.